# František Jakubec (politik)
František Jakubec (19. října 1883 Smržice – 5. dubna 1969 Smržice) byl český a československý politik a meziválečný senátor Národního shromáždění ČSR za Republikánskou stranu zemědělského a malorolnického lidu.

## Biografie
František Jakubec prožil celý svůj život ve Smržicích, pocházel z rodiny chudého chalupníka a měl šest sourozenců, kteří v mládí zemřeli. Studoval na reálce a hospodářské škole v Prostějově. V roce 1913 se oženil a koupil grunt v Zákostelí čp. 128, kde s manželkou hospodařil až do roku 1947. Měl dvě dcery a syna, který zemřel ve věku 26 let.
V roce 1906 se František Jakubec stal spoluzakladatelem smržického Sokola a byl zvolen prvním náčelníkem sokolského dorostu, v letech 1926 až 1939 byl starostou smržické sokolské obce. Inicioval aktivity a sbírky k zahájení výstavby sokolovny, která byla realizována v letech 1930-1931.
Jako úspěšný hospodář na vlastním majetku uplatňující nové poznatky zastával řadu funkcí.. Působil v místním Hospodářském odboru založeném počátkem 20. let, zaměřeném na osvětu mezi rolníky. Byl členem představenstva Hospodářské záložny ve Smržicích a v Prostějově, Rolnické sladovny v Prostějově a Družstevní pekárny ve Vrbátkách. Za nacistické okupace zastával post předsedy Rolnického cukrovaru v Čelechovicích na Hané
Dlouhodobě byl aktivní v komunální politice. Od roku 1918 zastával funkci zástupce starosty Smržic, od roku 1923 byl až do roku 1931 starostou (v té době se jednalo o funkci neuvolněnou, administrativní záležitosti vyřizoval obecní tajemník). 16. června 1929 přivítal při návštěvě Smržic prezidenta Masaryka.
Byl politikem a národohospodářem,
profesí byl rolníkem v Smržicích.
V parlamentních volbách v roce 1935 získal senátorské křeslo v Národním shromáždění. V senátu setrval do jeho zrušení v roce 1939, přičemž krátce předtím ještě v prosinci 1938 přestoupil do nově vzniklé Strany národní jednoty.
Na počátku nacistické okupace byl, tehdy jako předseda rolnického cukrovaru v Čelechovicích na Hané, zatčen gestapem a po několik týdnů vězněn. Po válce se již výrazněji politicky neangažoval, žil v ústraní a po smrti v roce 1969 byl pochován na smržickém hřbitově.